# The Philadelphia Story (pièce de théâtre)
Pour les articles homonymes, voir Philadelphia.
The Philadelphia Story est une pièce de théâtre de Philip Barry créée en 1939 et jouée la première fois au Shubert Theatre à Broadway (New York) le 28 mars 1939. Écrite comme un véhicule pour Katharine Hepburn, son succès a marqué un retournement de situation pour l'actrice, qui était devenue l'une des stars de cinéma jugées "poison du box-office" en 1938.

## Production originale
- Théâtre : Shubert Theatre à Broadway
- Mise en scène : Robert B. Sinclair
- Scénographie : Robert Edmond Jones
- Éclairage : Robert Edmond Jones
- Production : The Theatre Guild
- Dates : 28 mars 1939 à 30 mars 1940
- Représentations : 417

## Distribution originale
- Katharine Hepburn : Tracy Lord
- Joseph Cotten : C. K. Dexter Haven
- Van Heflin : Macauley Connor
- Shirley Booth : Elizabeth Imbrie
- Frank Fenton : George Kittredge
- Lenore Lonergan : Dinah Lord
- Vera Allen : Margaret Lord
- Dan Tobin : Alexander Lord
- Owen Coll : Thomas
- Forrest Orb : William Tracy
- Nicholas Joy : Seth Lord
- Myrtle Tannahill : May
- Lorraine Bate : Elsie
- Hayden Rorke as Mac

## Galerie

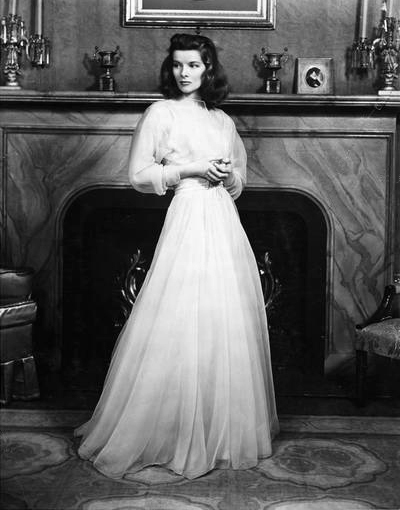
Katharine Hepburn
Vera Allen, Dan Tobin, Katharine Hepburn et Lenore Lonergan
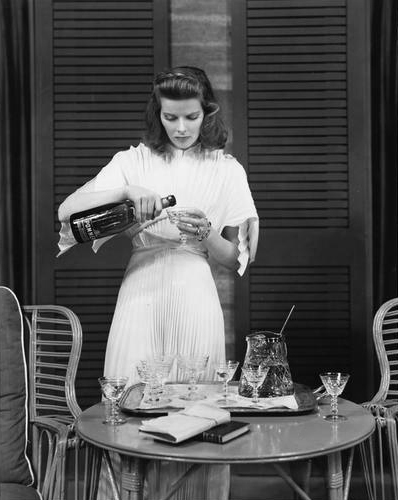
Katharine Hepburn
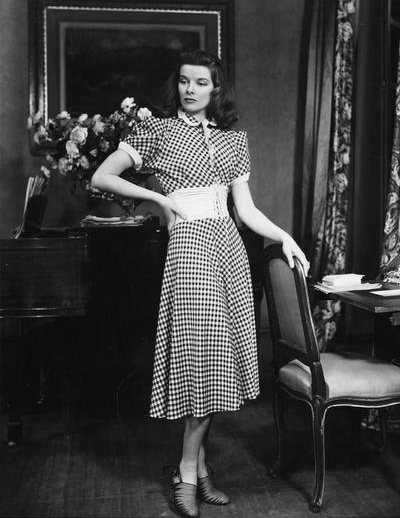
Katharine Hepburn
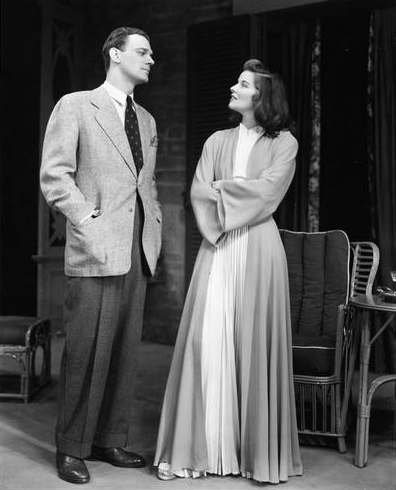
Joseph Cotten et Katharine Hepburn

## Adaptations cinématographiques
- 1940 : Indiscrétions (The Philadelphia Story), de George Cukor (1re adaptation de la pièce éponyme) avec Cary Grant, Katharine Hepburn et James Stewart.
- 1956 : Haute Société (High Society), de Charles Walters (film musical, 2e adaptation de la pièce) avec Frank Sinatra, Bing Crosby, Grace Kelly et Louis Armstrong.